# Оуэн, Уилфред
Уилфред Эдвард Солтер Оуэн (англ. Wilfred Edward Salter Owen; 18 марта 1893, Озуэстри, графство Шропшир — 4 ноября 1918, канал Самбра — Уаза) — английский поэт, творчество которого в сильнейшей степени повлияло на поэзию 1930-х годов.

## Биография
Пробыв несколько недель в университетском колледже Рединга, он в 1912 году бросил учёбу из-за болезни, уехал во Францию и в 1913 году устроился частным учителем в Бордо. В 1915 году под влиянием пропаганды возвратился в Англию и пошел добровольцем в пехоту. Получив младший офицерский чин в 1916 году, служил на французском фронте командиром роты и в 1917 году после ранения вернулся домой. В военном госпитале под Эдинбургом познакомился с Зигфридом Сассуном, выдающимся поэтом «окопником», чьи резко антивоенные стихи уже получили известность. Общение с Сассуном способствовало быстрому расцвету поэтического дара Оуэна. В августе 1918 года он вернулся на фронт и заслужил орден «Военный крест» за мужество. Оуэн был убит при прорыве британскими солдатами немецких позиций на канале Самбра—Уаза, около 11 часов утра 4 ноября 1918 года, ровно за неделю до окончания войны.
Сборник его стихов, составленный З. Сассуном, был опубликован в 1920 году. Самым известным стало антивоенное стихотворение Dulce Et Decorum Est («Прекрасна за родину смерть»). По признанию З. Сассуна «…Оуэн открыл, как из реальности ужаса и проклятий можно создавать поэзию».

## Творчество
Оуэн люто ненавидел войну, но называл себя «убежденным пацифистом со жгучим чувством воинского долга». Всё это сообщает его поэзии ценность документального свидетельства, в то же время, придавая ей общечеловеческое звучание. Поэтическая тема Оуэна, ужас и жалость войны, сформулирована в сильном стихе, который несколько преобразовал традиционный размер. Стремление донести до читателей страшную правду окопной войны перебороло его юношеский романтизм и помогло создать сильные, одухотворенные стихотворения, в которых социальный протест сочетается с огромным состраданием к человеку.
Признание пришло к Оуэну посмертно: при жизни было опубликовано только четыре его стихотворения. А первый поэтический сборник вышел лишь в декабре 1920 года и переиздан с дополнениями под редакцией Э. Бландена в 1931 году.
Оуэн обладал цельностью художественного видения и был «неутомимым работником» в лаборатории слова, ритма и музыки слова (Бланден). В своих стихах он, демонстрируя умение пользоваться простым, разговорным языком, выступил против «вымученной» высокопарности английской поэзии 90-х годов XIX века. Также он ввел в оборот консонантную рифму, основанную на совпадении согласных звуков. Особая сила стихов Оуэна заключается в том, что он осуществил прыжок от преждевременной зрелости, вызванной опытом войны, к богатой поэтической традиции Китса. Связь с этой традицией проявляется в откровенно чувственном восприятии жизни и смерти, в соединении философичности содержания с пластичностью изображения, в сочетании простоты лексики с метафоричностью.
В предисловии к планируемому сборнику стихов, которое Оуэн написал непосредственно перед гибелью, есть такие слова, выражающие творческое кредо поэта:
Эта книга не о героях. Английская поэзия не готова говорить о них.
Она не о подвигах, не о странах, не о славе, чести, силе, величии, господстве или власти, а только о Войне.
Прежде всего, я не имел дело с Поэзией.
Мой предмет — Война и Сострадание, вызываемое Войной.
Сострадание и есть Поэзия.
И ещё эти элегии никоим образом не утешат нынешнее поколение. Возможно, следующее.
Сегодня всякий поэт может стать предостережением. Вот почему истинные поэты должны быть правдивыми.
Несомненную популярность принёс поэту и тот факт, что фрагменты его «Поэмы мёртвых» использовал английский композитор Бенджамин Бриттен в своём «Военном реквиеме».
Оуэн известен в переводах В. Зуккау-Невского, С. Степанова, О. Мишутина, Я. Фельдмана, Жанат Баймухаметовой.

## Издания сочинений на русском языке
- Уилфред Оуэн. Поэмы. Сборник стихотворений. Предисловие, перевод, примечания Евгения Лукина. СПб, издательство «Сезам-принт», 2012.